# 张蕾 (女编剧)
张蕾，中国编剧。代表作《中国式关系》、《失恋33天》。中国传媒大学戏剧影视文学1998级毕业生，2017年凭借电视剧《中国式关系》获得第23届上海电视节白玉兰奖最佳编剧奖。